# На Юн Кін Олександр
Олександр Володимирович На Юн Кін (рос. Александр Владимирович На Юн Кин; 24 червня 1954, Балаково, Саратовська область, СРСР — 16 червня 2018, Москва, Росія) — виконавець, композитор, педагог (по класу баяна); лауреат всеросійських та міжнародних конкурсів.

## Життєпис
Народився 24 червня 1954 року в місті Балаково.
В 1974-му році закінчив Ульянівське музичне училище.
В 1979-му році став випускником Російської академії музики імені Гнесіних по класу баяна (проф. Ю. Т. Акимов). Факультативно по композиції займався у Ю. М. Шишакова.

## Педагогічна діяльність
1994—1999 рр. — ДМШ № 104, м. Москва (викладач);
1999—2001 рр. — Центр творчості дітей і підлітків «Останкіно» (викладач);
2001—2004 рр. — Ульяновський державний університет (доцент кафедри народних інструментів);
З 2004 р. — ДМА ім. Гнесіних (викладач відділу народних інструментів).
Робота за сумісництвом:
1981—1985 рр. — Державний Російський народний хор ім. Пятницького (артист оркестру);
1990—1992 рр. — ансамбль «Русская кавалькада» (соліст оркестру, аранжувальник);
1986—1995 рр. — ансамбль пісні і пляски Московського воєнного округу (соліст оркестру, аранжувальник).

## Твори композитора
- Увертюра на тюркські теми для оркестру;
- симфонічна поема «Славянская легенда»;
- увертюра «Пир на весь мир»;
- концертна фантазія «Волга — родина моя»;
- пам'яті «Бітлз» — «Michelle»;
- твори для баяна з оркестром;
- «Бариня», «Аргентинське танго», «Гранада» і т. д.;
- твори для баяну соло;

«Романтичні секвенції», класичне скерцо, інтродукція і токата пам'яті Д.Шостаковича, концертна імпровізація на теми І.Дунаєвського, «Московське інтермецо», «Танго ревнощів», експромти в джазовому стилі, велика кількість аранжувань на популярні пісні російських і зарубіжних композиторів, твори для естрадно-симфонічного оркестру.
У різних видавництвах Росії й України було видано 8 авторських збірок.